# Mattenenglisch
Mattenenglisch (berndeutsch Matten'änglisch, in der Spielsprache Itteme-Inglische) ist eine Sonder- und Geheimsprache, die im Mattequartier in Bern und überhaupt von der Stadtberner Unterschicht angewandt wurde.
Der Begriff ist mehrdeutig. Teilweise wird er sowohl auf den stark rotwelsch angereicherten Sonderdialekt des Mattequartiers wie auch auf dessen Geheimsprache (Spielsprache) angewendet (so von Otto von Greyerz und Roland Ris, siehe Bibliographie), teilweise nur auf die Spielsprache (so von den Vertretern des Matteänglisch-Club, siehe Bibliographie). Im letzteren Fall wird der Dialekt Mattenberndeutsch oder Mattedialekt genannt.
Die Herleitung von -englisch ist umstritten. Otto von Greyerz dachte 1929 an eine Verballhornung von Engi, einer schon im 15. Jahrhundert erwähnten Strassenenge im damaligen Mattequartier; eine andere, erstmals 1961 geäusserte Vermutung geht dahin, dass «Englisch» verallgemeinernd für eine nicht verstandene (Geheim-)Sprache steht.

## Der Dialekt der Matte (Mattenberndeutsch, Mattedialekt)
Während die Innenstadt Berns auf einem Hügel auf der Aarehalbinsel liegt, befindet sich das Mattequartier direkt am Aareufer und ist von der restlichen Stadt deutlich abgetrennt, so dass sich hier eine eigenständige Kultur mit einem eigenständigen Dialekt herausbilden konnte. Die Mätteler waren ursprünglich Taglöhner, Fischer, Fuhrleute und vieles mehr und gehörten damit der städtischen Unterschicht an. Fremdarbeiter und Handelsleute brachten Wörter aus dem Französischen und dem Rotwelschen (und damit aus dem Hebräischen und Jenischen) mit, und aus dem deutschen Wortschatz entstanden durch Vokalwechsel, Konsonantenaustausch und Verballhornungen ganz neue Wortgebilde. So entstand ein Soziolekt, der sich deutlich vom Stadtberndeutsch der gehobenen Schicht unterschied.  
Ein bekanntes Beispiel für den Mattedialekt ist der Satz Tunz mer e Ligu Lehm ‚Gib mir ein Stück Brot‘. Tunz stammt von französisch donner ‚geben‘, Ligu und Lehm sind rotwelsche Varianten des hebräischen lechem ‚Brot‘.
Mattenberndeutsch als eigenen Subdialekt gibt es heute infolge der veränderten sozialen Verhältnisse im Quartier und in der Stadt nicht mehr. Dennoch haben sich etliche Ausdrücke des Mattedialekts erhalten, indem sie ins Berndeutsche eingeflossen sind, so z. B. Gieu ‚Knabe‘ oder Chemp ‚Stein‘.

## Mattenenglisch als Geheimsprache
Die mattenenglische Geheimsprache ist eine Spielsprache in der Art des sogenannten Pig Latin. Gebildet wird sie aus den Wörtern des Dialekts wie folgt:
- Die erste Silbe bis einschliesslich erstem Vokal wird an den Schluss gestellt.
- Fängt die erste Silbe mit einem Vokal an, wird ein h eingeschoben und dann die Silbe ans Ende gestellt.
- An den Anfang wird ein i gestellt.
- Der letzte Buchstabe (ein Vokal) wird durch e ersetzt.

So wird Bärn zu Irnbe oder chlaue (stehlen) zu iuechle. Das zuvor genannte bekannte Beispiel Tunz mer e Ligu Lehm wird im Mattenenglisch zu Inzmer'te e Igu'le Im'le.
In der Sprachwissenschaft nennt man diesen Typus eine I-E-Sprache. Es gibt heute einen Liebhaberclub, bei dem man Mattenenglisch erlernen kann.

## Tafel vor der Schifflaube 34

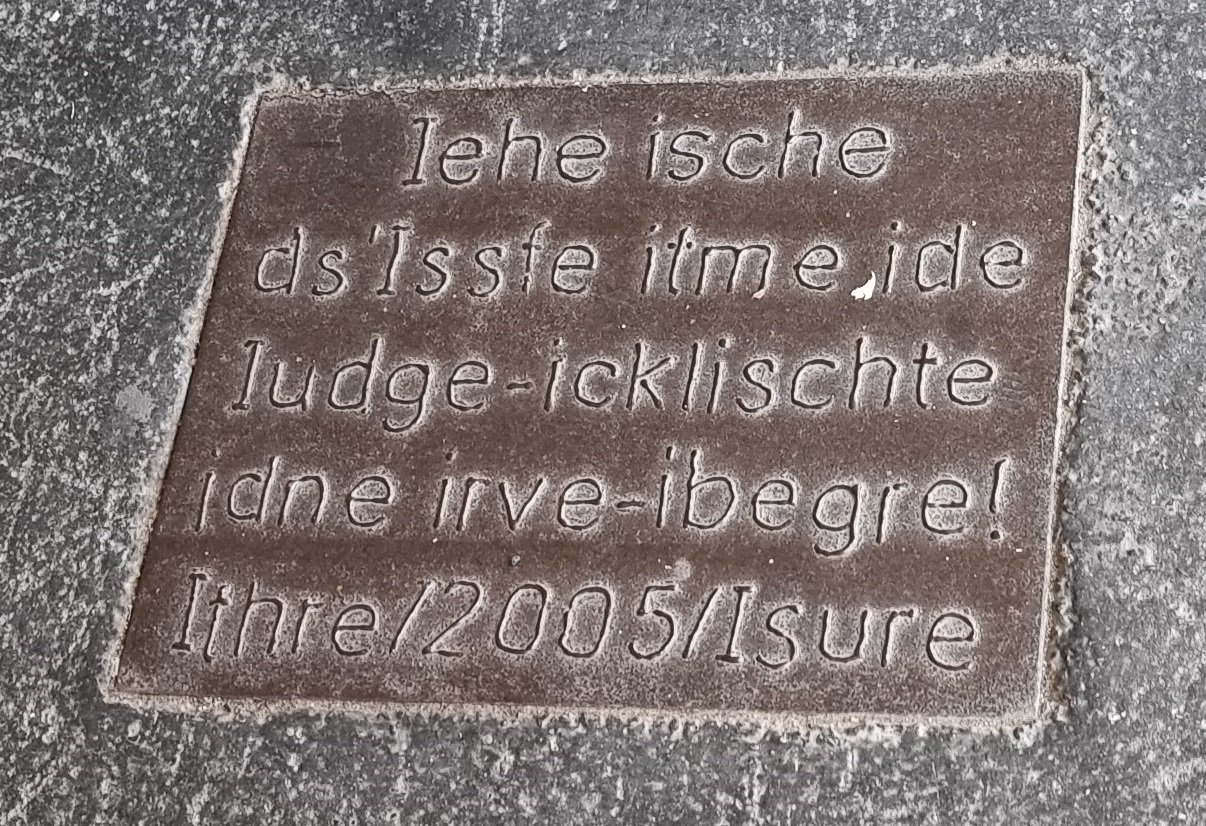
Tafel geschrieben in Mattenenglisch

Vor der Schifflaube 34 befindet sich im Boden eingelassen eine Tafel mit dem Text "Iehe ische ds'Issfe itme ide Iudge-icklischte idne irve-ibegre!", was übersetzt "Hier ist das Fass mit den Goldstückchen nicht vergraben!" bedeutet. Die Tafel wurde von einem Musiker namens Res Margot ohne Bewilligung installiert, nachdem innert kürzester Zeit das Tiefbauamt den Boden an dieser Stelle vor seiner Wohnung dreimal aufgerissen hatte. Dies in Anspielung auf ein Gerücht, wonach Goldschmiede versuchten ihr Gold vor napoleonischen Truppen während der Besetzung von Bern 1798 zu verstecken.